# Kouchtchiovskaïa
Kouchtchiovskaïa (russe : Кущёвская) est une stanitsa située au nord du kraï de Krasnodar, en Russie. Elle est la capitale du raïon de Kouchtchiovskaïa et à plus petite échelle, de l'établissement rural de Kouchtchiovskaïa.

## Géographie

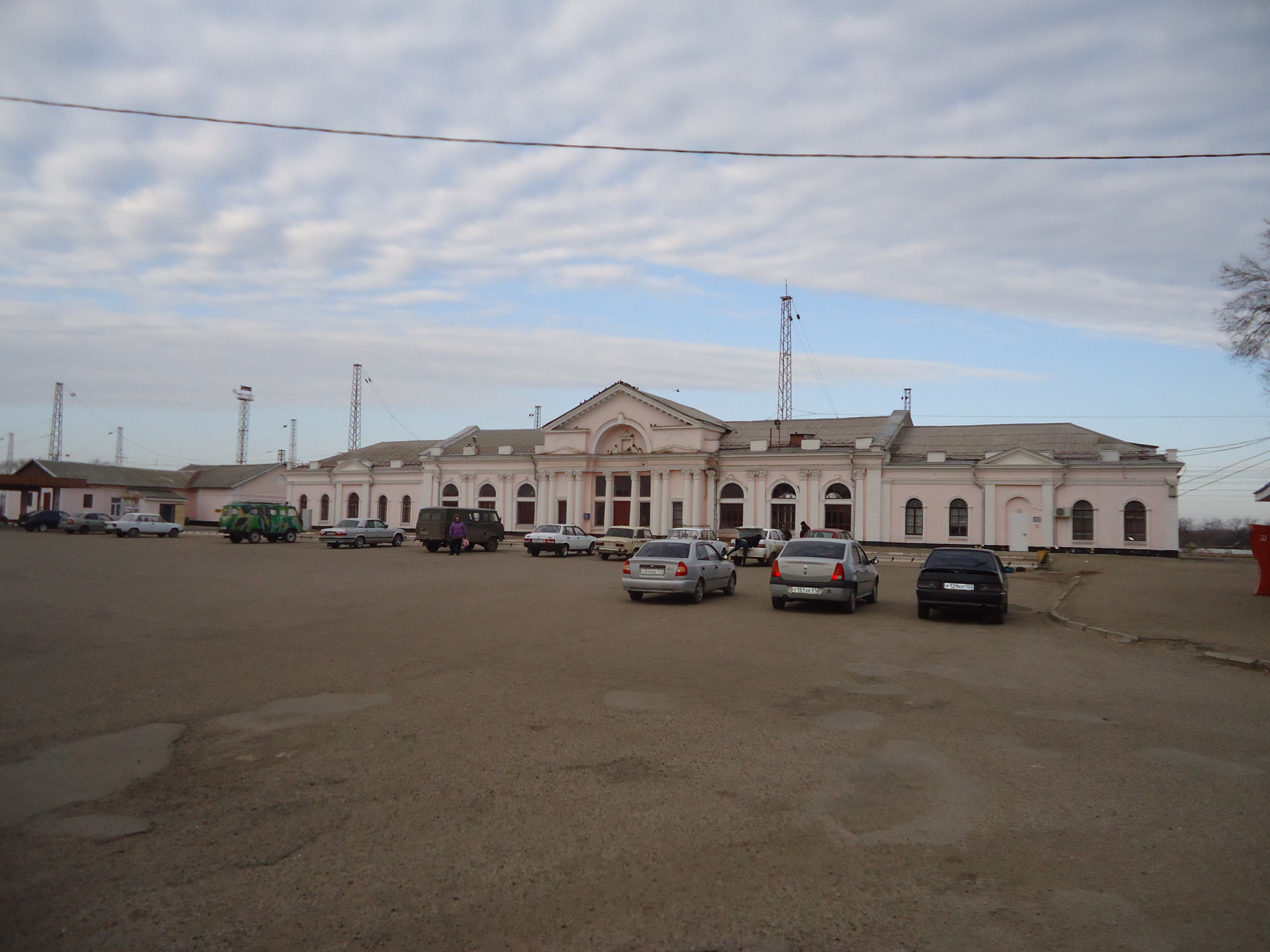
La gare de la ville.

## Histoire
Le village accueille la base aérienne de Kouchtchiovskaïa de la fédération de Russie.

## Culture locale et patrimoine

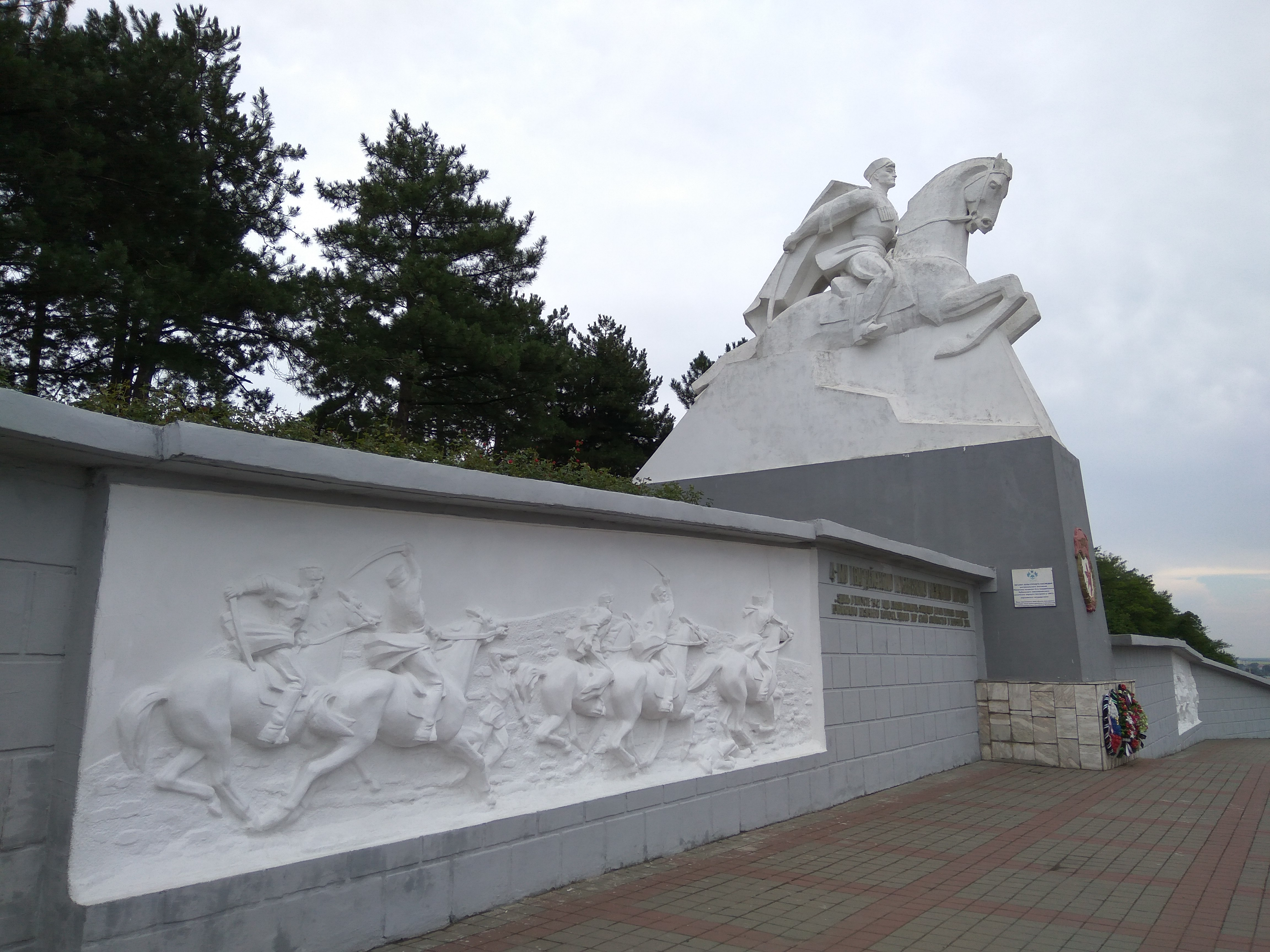
Monument au corps de cosaques.

### Lieux et monuments
- Monument au 4e corps de cavalerie de la garde (objet patrimonial culturel de Russie[1])
- Église Saint-Jean-l'Évangéliste de Kouchtchiovskaïa